# Nocoma
Nocuma (također se piše Nocoma, Nocumo, Tu'kma, Tukma i na druge načine), iskonski bog stvoritelj južnokalifornijskih Juaneño Indijanaca, koji je stvorio Zemlju i zabio crnu stijenu zvanu Tosaut (ili Tu-cait) kroz njezino središte da je drži na mjestu.

## Mit
On je nevidljivo i svemoćno biće koje je stvorilo je svijet, more i sve što je u njemu sadržano, poput životinja, drveća, biljaka i riba.
U svom obliku svijet je bio sferičan i počivao je na njegovim rukama. Ali, budući da je neprestano bio u pokretu, odlučio je osigurati svijet postavljanjem u njegovo središte crne stijene zvane Tosaut, i on je ostao čvrst i siguran kao i sada.
More, u to vrijeme, nije bilo više od malog toka vode, koji je tekao od juga prema sjeveru, okružujući svijet, toliko ispunjen ribama da su bile doslovno nagomilane jedna na drugoj u takvom stanje neugodnosti da su održale konzultacije, a neke su bile za slijetanje na zemlju.
Druge ribe su bili mišljenja da bi to bilo nemoguće, jer bi uginule kada bi bile izložene zraku i toplini sunca, a osim toga nisu imale noge i stopala kao druge životinje. Dok su razgovarale o ovoj stvari, došla je velika riba, donoseći sa sobom stijenu, Tosaut, koju su razbili, a u središtu su pronašli loptu oblikovanu poput mjehura i ispunjenom žuči. To su ispraznili u vodu i iz svog svježeg stanja postala je gorka. Voda je tada odmah nabujala i prelila se na zemlju, pokrivajući prostor koji sada čini, a ribe su bile sretne što su se našle tako obilno opskrbljene prostorom kao i zbog promjene okusa.